# Emmanuel Pinda
Né le 7 janvier 1961 à Paris, Emmanuel Pinda IIe du nom est un karatéka français connu pour avoir été titré champion du monde en kumite individuel masculin ippon aux championnats du monde de karaté 1984 puis en kumite individuel masculin plus de 80 kilos aux championnats du monde de karaté 1988. Il a commencé le karaté à l'âge de seize ans, puis est devenu champion de France junior chez les lourds l'année suivante et a ensuite conservé ce titre trois années de suite. Il est aujourd'hui 4e dan. 

## Résultats
| Résultat | Date | Épreuve                      | Catégorie | Compétition                | Ville hôte               |
| -------- | ---- | ---------------------------- | --------- | -------------------------- | ------------------------ |
| [ 2 ]    | 1984 | Kumite individuel ippon      | Seniors   | Championnats du monde 1984 | Maastricht, aux Pays-Bas |
| [ 3 ]    | 1985 | Kumite individuel open       | Seniors   | Championnats d'Europe 1985 | Oslo, en Norvège         |
| [ 4 ]    | 1985 | Kumite individuel open       | Seniors   | Jeux mondiaux 1985         | Londres, au Royaume-Uni  |
| [ 5 ]    | 1987 | Kumite individuel + 80 kilos | Seniors   | Championnats d'Europe 1987 | Glasgow, au Royaume-Uni  |
| [ 5 ]    | 1987 | Kumite individuel open       | Seniors   | Championnats d'Europe 1987 | Glasgow, au Royaume-Uni  |
| [ 6 ]    | 1988 | Kumite individuel + 80 kilos | Seniors   | Championnats d'Europe 1988 | Gênes, en Italie         |
| [ 7 ]    | 1988 | Kumite individuel + 80 kilos | Seniors   | Championnats du monde 1988 | Le Caire, en Égypte      |
| [ 7 ]    | 1988 | Kumite individuel sanbon     | Seniors   | Championnats du monde 1988 | Le Caire, en Égypte      |

## Cinéma
Emmanuel Pinda II a aussi fait quelques apparitions au cinéma.
Il a joué des petits rôles dans des films tels que:
- Ashakara (1991) de Gérard Louvin.
- À mort l'arbitre (1984) de Jean-Pierre Mocky.

Et un rôle dans une mini-série :
- Les Faucheurs de marguerites : L'Adieu aux as (1982)

## Famille
Ses trois fils sont des sportifs accomplis mais ont choisi une autre voie : le basket-ball.
- Emmanuel Pinda IIIe du nom est actuellement entraineur des espoirs au club de Paris-Levallois après de nombreuses années assistant-entraineur à l'Élan Chalon[8].
- Kingsley Pinda est joueur professionnel de basket-ball formé au SLUC de Nancy[9]. Il a été aussi en équipe de France U20 en 2012.
- Lévingson Pinda est également en formation au SLUC de Nancy.

### Palmarès d'Emmanuel Pinda III

#### Assistant entraineur
- Champion de France en 2012[10].
- Vainqueur de la Coupe de France 2012[11].
- Vainqueur de la Semaine des As 2012[12].
- Finaliste de l'EuroChallenge 2012[13].

### Palmarès de Kingsley Pinda
- Médaille d'argent au Championnat d'Europe de basket-ball masculin des moins de 20 ans 2012